# David Merveille
Pour les articles homonymes, voir Merveille.
David Merveille, né le 28 septembre 1968 à Ixelles (région de Bruxelles-Capitale), est un auteur de bande dessinée et illustrateur de livres pour enfants belge. 

## Biographie
David Merveille naît le 28 septembre 1968 à Ixelles, une commune bruxelloise. Il étudie la communication graphique à La Cambre, Bruxelles. Il travaille pour l’édition jeunesse, la publicité et la presse. Son goût du burlesque, son sens de l’observation et le souci du détail le poussent naturellement vers l’univers de Jacques Tati, auquel il rend hommage en 2006 avec le Jacquot de Monsieur Hulot, empreint d’humour et de poésie aux Éditions du Rouergue. Il est récipiendaire du prix de la semaine Paul Hurtmans du livre de jeunesse pour cet ouvrage. Il est aussi lauréat d’une bourse d'aide à la création en 2008 et 2014 ainsi que d’une bourse d'aide au projet en 2011 de la Fédération Wallonie-Bruxelles. Sur un scénario de Zidrou, il réalise une comédie romantique en bande dessinée empreinte de nostalgie du cinéma italien des années 1950-60 intitulée Alessia pour la collection « Mirages » des Éditions Delcourt en 2024.
En outre, il enseigne depuis 1996 à l’Institut Saint-Luc de Bruxelles. Il est par ailleurs également commissaire d'exposition.

### Vie privée
David Merveille vit à Bruxelles en 2019.

## Œuvres

### Albums de bande dessinée
- Hulot Domino, Éditions du Rouergue, Rodez, 1 mars 2007
Scénario, dessin et couleurs : David Merveille -  (ISBN 9782812617409)
- Hello monsieur Hulot, Rouergue, Rodez, septembre 2012
Scénario, dessin et couleurs : David Merveille -  (ISBN 9782812601279),Format à l'italienne.
- Monsieur Hulot à la plage, Rouergue, Rodez, 6 mai 2015
Scénario, dessin et couleurs : David Merveille -  (ISBN 978-2-8126-0753-0)
- Hulot Domino, Rouergue, Rodez, 16 avril 2019
Scénario, dessin et couleurs : David Merveille -  (ISBN 9782812617409)
- Amore[6], Delcourt, coll. « Mirages », Paris, 15 septembre 2021
Scénario : Zidrou - Dessin et couleurs : David Merveille -  (ISBN 9782413011224)
- Alessia[7],[8],[9], Delcourt, coll. « Mirages », Paris, 9 octobre 2024
Scénario : Zidrou - Dessin et couleurs : David Merveille -  (ISBN 9782413083061)

### Illustration
- Blanchette la vache sans taches, texte de Zidrou, Nathan, Paris 1992  (ISBN 9782092107577)
- Thomas enfant du cirque, texte de Zidrou, Nathan, Paris, 1993  (ISBN 9782092107621)
- La Baleine et le corsaire[10], texte de Zidrou, Bruxelles, Artis - Historia, 1996  (ISBN 2-87391-127-1)
- Un si petit hippopotame, texte de Jean Van Hamme, Mijade, Namur, 1998  (ISBN 2871421625)
- Le Jacquot de Monsieur Hulot[11], Éditions du Rouergue, Rodez, 2006  (ISBN 2-84156-707-9)
- Le Nid, texte de Zidrou, Rouergue, Rodez, 2007  (ISBN 9782841568581)
- L'Abécédaire de Bonjour, Éditions Altiora Sedrap, Toulouse, 2009  (ISBN 9789031727186)
- Fais c'que je dis, pas c'que je fais !, texte de Justine de Lagausie, Seuil jeunesse, Paris, 2013  (ISBN 9782021086591)
- Le Grand Imaginier des Chiffres, Gautier-Languer, 2014  (ISBN 9782013942690)
- À quoi rêvent les crayons le soir, au fond des cartables ?, texte de Zidrou, Mijade, Namur, 2017  (ISBN 9782807700178)
- Poussin, texte de Davide Cali, Éditions Sarbacane, Paris, 2019  (ISBN 9782377311750)

### Artbook
- Tati par Merveille[12],[13], Champaka Brussels, coll. « Square », Marcinelle, 20 août 2020
Scénario, dessin et couleurs : David Merveille -  (ISBN 978-2-390-41013-3),Préface de Pierre Richard.

### Collectifs
- Bruxelles - 20 ans / 20 auteurs[14], Pierre Dejemeppe, Bruxelles, septembre 1999
Scénario : Thierry Bellefroid - Dessin : collectif - Couleurs : quadrichromieÉdité à l'occasion des 20 ans de la Région Bruxelles-Capitale avec François Avril, Philippe Berthet, Émile Bravo, Renaud Collin, Nicolas de Crécy, Johan De Moor, André Geerts, Dominique Goblet, Sacha Goerg, Jean-Claude Götting, André Juillard, Régis Lejonc, Jacques de Loustal, Cédric Manche, Vincent Mathy, David Merveille, Ever Meulen, François Schuiten, Thierry Van Hasselt et Bernar Yslaire. Format à l'italienne.
- Titeuforama : 120 variations de Titeuf, Glénat, coll. « Tchô ! La collec… », Grenoble, 3 mai 2023
Scénario et couleurs : collectif - Dessin : collectif dont David Merveille -  (ISBN 978-2-344-05844-2)

### Expositions

#### Expositions individuelles
- David Merveille - Monsieur Hulot[15],[16], Galerie Huberty-Breyne, Bruxelles du 27 juin au 25 juillet 2020.

#### Expositions collectives
- The Traveler[17],[18] avec 50 artistes, comme commissaire d'exposition, Galerie Huberty & Breyne, Bruxelles du 17 juin au 27 août 2022
- Cinéma[19] avec Christophe Chabouté, Galerie Huberty & Breyne, Bruxelles du 6 septembre au 5 octobre 2024
- Animaleries[20] avec Josse Goffin, Philippe Geluck et Pascal Lemaître, Galerie Quadri, Bruxelles du 15 janvier au 15 février 2025.

## Prix et distinctions
- 2007 : prix Québec/Wallonie-Bruxelles de littérature de jeunesse[21] pour Le Jacquot de Monsieur Hulot ;
- 2011 : prix Libbylit[22], décerné par l'IBBY, catégorie Album belge, pour Hello, Monsieur Hulot ;
- 2012 : prix de la semaine Paul Hurtmans du livre de jeunesse pour Hello monsieur Hulot[2] ;
- 2020 :
  -  Mention Prix BolognaRagazzi[23], Foire du livre de jeunesse de Bologne, catégorie spéciale Cinéma, pour les albums Hello Monsieur Hulot, Monsieur Hulot à la plage et Hulot domino ;
  -  prix Enfantaisie[24], catégorie Album, pour Poussin, avec Davide Cali.

#### Livres
: document utilisé comme source pour la rédaction de cet article.
- Jacques Fiérain, « Merveille, David », dans La BD à Bruxelles et en Brabant, Charleroi, Éd. l'Âge d'or, avril 2003, 144 p., ill. ; 31 cm (ISBN 9782960119664 et 2960119665, OCLC 470388171, présentation en ligne), p. 102
- Le 9e Rêve no 6, Bruxelles, Institut Saint-Luc de Bruxelles, École de recherche graphique, 2006, 144 p. (présentation en ligne), p. 60.
- Pascale Eben et Karine Magis, Répertoire des auteurs et illustrateurs de livres pour l'enfance et la jeunesse en Wallonie et à Bruxelles, Bruxelles, Wallonie-Bruxelles International, 2014, 192 p., ill. ; 26 cm (ISBN 9782930758008 et 2930758007, OCLC 944278134, lire en ligne), p. 133. .

#### Articles
- Zidrou et David Merveille (interviewés), « Amore - Interview des auteurs Zidrou et David Merveille », Delcourt,‎ 14 octobre 2022 (lire en ligne, consulté le 25 mai 2023).
- David Merveille (interviewé par Laurent Huou), « Saint-Nazaire. L’illustrateur David Merveille se balade dans l’œuvre de Jacques Tati », Presse-Océan,‎ 5 avril 2021 (lire en ligne, consulté le 25 mai 2023)
- David Merveille (interviewé par Alexis Seny), « Amore et Merveille, à lire et à visiter : « Je ne pouvais pas me priver des magnifiques couleurs de l’Italie », Branchés culture,‎ 23 octobre 2021 (lire en ligne, consulté le 25 mai 2023).

### Émissions de radio
- Galaxies BD - L'illustrateur David Merveille « Alessia » aux éditions Delcourt sur La Première, présentation : Thierry Bellefroid (18 min 34 s), 16 novembre 2024 Écouter en ligne via Auvio .

### Vidéographie
- [vidéo] « Derrière le masque ... David Merveille », sur YouTube, 14 octobre 2021